# アンパンマンのあんぱん
アンパンマンのあんぱんは、フジパン株式会社が製造し、北海道と沖縄県を除く日本全国で販売を行っているあんパンである。
1989年（平成元年）にテレビアニメ『それいけ!アンパンマン』のタイアップ商品として発売され、一時期終売していた時期もあったものの、2025年（令和7年）4月1日より再び発売された。

## 概要
1989年（平成元年）、フジパンがテレビアニメ『それいけ!アンパンマン』とタイアップした子供向けの菓子パンシリーズ「アンパンマンシリーズ」のラインナップ開始とともに、単に「アンパンマン」の名称で発売。しかし、2025年3月時点では終売となっていた。同年3月31日よりNHKの連続テレビ小説にて同作の原作者やなせたかしと妻の小松暢をモデルとしたテレビドラマ『あんぱん』が放映されることとなり、原作者に注目が浴びる年という理由で改めて発売を決定した。
再発売は非常に反響が高く、スポニチアネックスの取材に対し、フジパンのマーケティング部が「発売前からもお問い合わせをいただき、反響にうれしく感じております」とコメントするほどだった。

## 特徴
アンパンマンの顔を再現した訳ではなく、子供にも食べやすく、選んで貰えるようなあんパンとして作られている。
生地は国産小麦を20%配合した小麦粉に牛乳を入れ、ソフトに仕立てている。
餡は北海道産の小豆を100%使用したつぶあんが特徴となっている。つぶあんを使用した理由は、アンパンマンの公式設定でつぶあんを使っていたからとしている。

## 備考
奇しくも、再発売と同時期に「アンパンマンはつぶあんって伝えなきゃ」という歌詞があるうじたまいの楽曲動画『エッホエッホの歌作ってみた。』が、TikTokなどでインターネット・ミームとしてTikTokなどでブームとなっており、これが再発売の追い風となった。
また、前述のテレビドラマ『あんぱん』についても期間限定でタイアップ商品が販売されたが、こちらは山崎製パンが製造を行っている。